# Livio Fanzaga
Livio Fanzaga SchP (ur. 1940 w Sforzatica, Dalmine) – włoski pijar, filozof i teolog, kierownik duchowy, autor książek z zakresu kształtowania życia duchowego, od 1987 roku także dyrektor włoskiego Radio Maria oraz dziennikarz.
Ukończył studia na Papieskim Uniwersytecie Gregoriańskim w Rzymie.